# Land of the Lost (film)
Land of the Lost è un film del 2009 diretto da Brad Silberling, tratto dalla serie televisiva del 1974 La valle dei dinosauri (Land of the Lost). Il film è uscito in Italia l'11 dicembre 2009, su distribuzione Universal Pictures.

## Trama
Un modesto scienziato scopre un varco spazio-temporale verso un'altra dimensione dove passato, presente e futuro sono fusi tra loro. Bloccato nel mondo parallelo, si trova a lottare contro piante, dinosauri e alieni che vogliono dominare il mondo, tra le reliquie insabbiate della civiltà occidentale. In questa realtà parallela incontrano Chaka, un Australopithecus che li accompagnerà per l'intera avventura.

## Critica
Il film riceve ben sette candidature ai Razzie Awards come Peggior film, Peggior regista per Brad Silberling, Peggiore sceneggiatura di Chris Henchy e Dennis McNicholas, Peggior attore per Will Ferrell, Peggior attore non protagonista per Jorma Taccone, Peggior coppia per Will Ferrell e qualsiasi comprimario, creatura o "comic riff", vincendo quello per il Peggior prequel, remake, rip-off o sequel.